# Плоское (озеро, Асановский сельский округ)
Плоское (каз. Плоское) — озеро в Асановском сельском округе Кызылжарского района Северо-Казахстанской области Казахстана. Находится в 21 км к юго-востоку от города Петропавловск к югу от села Плоское.
По данным топографической съёмки 1940-х годов, площадь поверхности озера составляет 8,52 км². Наибольшая длина озера — 4 км, наибольшая ширина — 3 км. Длина береговой линии составляет 12 км, развитие береговой линии — 1,15. Озеро расположено на высоте 128,1 м над уровнем моря.
Озеро входит в перечень рыбохозяйственных водоёмов местного значения.